# Тундакская впадина
Тунда́кская впа́дина — впадина в северной части Забайкальского края России.

## Расположение
Тундакская впадина расположена в среднем течении реки Тундак, между Калаканским хребтом (на севере), Витимским плоскогорьем (на юго-западе) и хребтом Олёкминский Становик (на юго-востоке).
Впадина состоит из двух участков, расположенных под прямым углом по отношению друг к другу (северо-западного и северо-восточного простирания). Местом соединения этих участков является устье реки Буричи (левый приток реки Тундак). Северо-восточный участок имеет протяженность более 20 км, северо-западный — 15 км. Ширина впадины изменяется от 1-2 км до 6 км.

## Геология
Тундакская впадина заполнена осадочными и базальтоидными формациями верхнеюрско-нижнемелового возраста, сверху перекрытыми кайнозойскими континентальными отложениями незначительной мощности. Заложение впадины произошло в мезозое, дальнейшее формирование шло в неоген-четвертичное время.

## Гидрография и ландшафт
Урезы реки Тундак изменяются от 810 м (в северо-восточном участке) до 725 м (в северо-западном). Борта впадины сочленяются с горными склонами преимущественно плавно. Преобладающие ландшафты — луговые приречные равнины, ерники, вверх по склонам переходящие в горную тайгу.